# عظم سبعاني

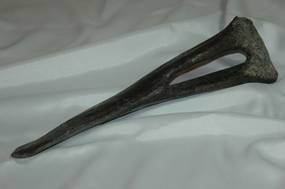
عظمة الشفرون في الديبلودوكس.

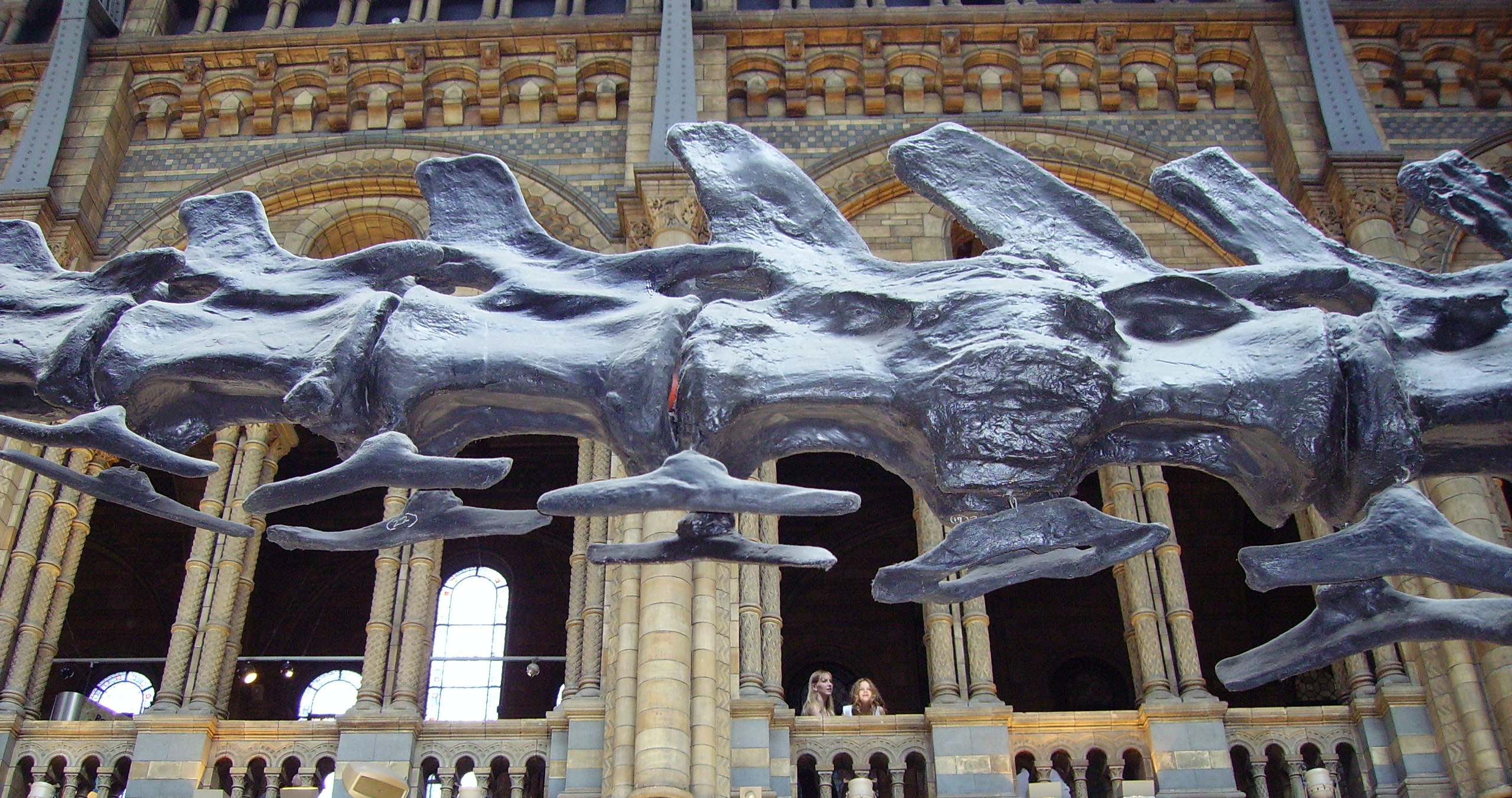
الفقرات الذيلية من حيوان الديبلودوكس تظهر عظام شفرون ذات العوارض المزدوجة التي يشير إليها اسم الجنس، متحف التاريخ الطبيعي، لندن.

العَظْمُ السَّبْعَانِيُّ هي واحدة من سلسلة من العظام على الجانب البطني (من الأسفل) من الذيل التي توجد في العديد من الزواحف، بما في ذلك الديناصورات مثل الديبلودوكس (نوع من الزواحف أو العظايات الهائلة العظم المنقرِضة التي كانت تعيش على النبات)، (انظر الصورة) ، وبعض الثدييات مثل حيوان الكنغر وخراف البحر.
وتتمثل وظيفتهم الرئيسية في حماية العناصر الحرجة في الذيل مثل الأعصاب والأوعية الدموية من التلف عندما يدعم الحيوان وزنه على ذيله، أو يدفعه على سطح صلب لدفع نفسه.
الفقرات الذيلية من حيوان الديبلودوكس تظهر عظام شفرون ذات العوارض المزدوجة التي يشير إليها اسم الجنس، متحف التاريخ الطبيعي، لندن